# Dobro wolne
Dobro wolne (ang. free good) – w ekonomii dobra, które w warunkach naturalnych występują w nieograniczonej ilości; nie występuje w tym przypadku pojęcie własności.
Przykładami takiego dobra są powietrze oraz energia słoneczna. Przeciwieństwem dóbr wolnych są dobra, których zasoby są ograniczone, czyli dobra rzadkie.
Wszystkie dobra wolne są dobrami pierwotnymi (niewytworzonymi przez człowieka), choć obecnie można podnosić, że w związku z pomijalnym kosztem wytworzenia kopii, twory umysłu ludzkiego, takie jak dzieła literackie, muzyczne czy plastyczne, mogą zostać uznane za dobra publiczne.